# 奥氏体不锈钢
奥氏体不锈钢（英語：Austenitic stainless steel）是按其中的物相结构分类的五类不锈钢之一（另外四类分别为铁素体不锈钢、马氏体不锈钢、双相不锈钢和沉淀硬化不锈钢 ），也是最常用的一类不锈钢。它的主要晶体结构是奥氏体（面心立方结构），由于其冷却过程中不发生相变，因此无法通过热处理强化，仅能通过冷加工强化；同时，由于奥氏体为非铁磁性相，奥氏体不锈钢不具有铁磁性 。奥氏体不锈钢具有这种结构，是由于其中含有大量奥氏体形成元素（相图中扩大奥氏体相区的元素），如Ni、Mn等。奥氏体不锈钢强度较低，加工性能较差，但塑韧性良好、高低温下力学性能稳定、耐酸性良好，在工业设备、能源电力、医药卫生等领域有着广泛的应用。

## 历史

### 发明
奥氏体不锈钢的是由德国克虏伯公司以及其所属实验室的本诺·施特劳斯和爱德华·毛雷尔 发明的。1900年代以来，铁-铬-镍合金的耐蚀性能在基础研究中逐渐被认识 。 1906年，法国人Léon Guillet第一个系统地研究了铁素体、马氏体和奥氏体三大类不锈钢的成分，然而他没有提到耐腐蚀性 。 1909 年，Walter Giessen 继续研究铬镍奥氏体钢 ，为不锈钢作为工业材料的实际应用奠定了基础 。 1912年，克虏伯申请了两项耐腐蚀钢专利。一种是名为“V1M”的铁合金，它是一种马氏体不锈钢，其代表成分为14%铬、2%镍和0.15%碳。另一种名为“V2A”，是一种奥氏体不锈钢，含有 20% 铬、7% 镍和 0.25% 碳。 
自 1909 年（提交申请之前）以来，克虏伯公司的斯特劳斯和毛雷尔一直在研究铁铬镍合金。 斯特劳斯当时正在研究热电偶用耐热合金，并于1910年生产出三种高铬钢和两种高铬镍钢。 这些钢又硬又脆，因此毛雷尔研究了对应的热处理工艺 。在此类研究中，毛雷尔注意到其中一种钢种的样本在腐蚀性实验室气氛中放置几个月后并没有失去表面光泽。 后续试验证实，奥氏体组织高铬镍钢即使在硝酸溶液中也具有耐腐蚀性能 。基于这些研究成果，克虏伯于1912年为上述两种耐腐蚀钢提出了专利申请。
后来在 1920 年代和 1930 年代，施特劳斯和毛雷尔之间就谁应该被称为这些“不锈钢”的发明者展开了争论。 双方都坚称自己是真正的发明人，并在学术期刊和机构期刊上进行争论。 铃木隆在其《不锈钢发明史》一书中以“不锈钢毫无疑问是克虏伯公司发明的，不应归功于个人” 的观点总结描述了他们的争论。

### 发展与普及
克虏伯发明的奥氏体不锈钢V2A用于随后开发的哈柏法合成氨 ， V2A被用作氨合成硝酸罐的材料 。 1914年，哈伯和博世所在的巴斯夫公司向克虏伯订购了约20吨V2A，开始使用奥氏体不锈钢作为工业材料 。
巴斯夫在使用V2A时出现了腐蚀问题，并对V2A进行了改进来解决这个问题 。 1922年至1930年，克虏伯公司申请了通过添加铜或钼来对抗非氧化性酸以及通过降低碳含量来对抗晶间腐蚀的专利 。奥氏体不锈钢后来被克虏伯以外的其他研究人员改进，产生了各种类型的钢 。 1923年左右，英国公司弗思-布朗钢铁（Thomas Firth & Sons）通过优化，得到了18%铬、8%镍和低于0.2%碳的基本成分，称为“Staybrite”，并开发成为了产品 。Staybrite首先在ICI的氨合成工厂使用 。 Staybrite发布后，18% 铬和 8% 镍 (18-8) 被确立为奥氏体不锈钢的基本成分 。
1922年，克虏伯将自己的不锈钢注册为“NIROSTA”商标 。 NIROSTA不锈钢还跨越大西洋，用于建造美国（USA）克莱斯勒大厦。  1924年，克虏伯的施特劳斯在美国测试与材料学会研讨会上介绍了克虏伯的奥氏体不锈钢 。建造者沃尔特·克莱斯勒希望建筑物的外部用金属装饰。 他对包括NIROSTA钢在内的几种能满足这一目的的耐腐蚀金属材料进行了研究，并最终采用了相对昂贵但不易生锈、不易沾污、易于抛光的NIROSTA不锈钢 。
美国直到1927年才生产出与NIROSTA相当的不锈钢，最终，获得克虏伯许可的三家公司将提供NIROSTA钢板和棒材 。 1930年，克莱斯勒大厦竣工 。 4500 块NIROSTA 钢板被用来覆盖建筑物顶部的阶梯式尖顶。 克莱斯勒大厦是世界上第一座在外部使用大量 18-8 奥氏体不锈钢的建筑 。 在1995年对克莱斯勒大厦的状况进行检测，报告表明，NIROSTA钢的性能符合预期，尽管在沿海地区建造并受到天气冲刷，但外部结构仍处于良好状态。 

## 合金元素

### 奥氏体形成元素
根据铁碳相图，钢在室温下组织应当是铁素体或铁素体与碳化物的混合组织，但奥氏体不锈钢中因为含有被称为“奥氏体形成元素”的，与γ-Fe无限互溶且能在室温下保持稳定的合金元素，因而会在室温下保留奥氏体组织。
奥氏体不锈钢，按照主要的奥氏体形成元素可以分为铬镍系和铬锰系两类，铬镍系不锈钢的主要奥氏体形成元素是镍，镍元素同时也能起到提高耐蚀性的作用。在铬镍系不锈钢中，铬含量≥18%（属于铁素体形成元素），镍含量≥8%，甚至存在镍含量达到35~40%的牌号。18%铬-8%镍的合金元素组合（被称作“18-8不锈钢”）是各国奥氏体不锈钢的基础成分比例，因为这一比例既可以得到单相奥氏体组织，又可以满足Tammann定律（铬元素和镍元素占比之和为12.5%的整数倍时，合金腐蚀电位发生突然跃升的现象），提升不锈钢的耐腐蚀性能。
如果利用锰代替稀缺而高成本的镍作为奥氏体形成元素，就得到了铬锰系奥氏体不锈钢。锰不能为不锈钢提供耐蚀性，因而需要加入17%以上的铬元素。然而锰元素的奥氏体形成能力较镍更弱，当铬所占质量比超过12%时，无论加入多少锰都无法获得单相奥氏体组织。因此，常用的铬锰系不锈钢中会添加0.3~0.5%的氮元素，或保留4~8%的镍元素，从而得到稳定的单相奥氏体组织。
碳虽然是奥氏体形成元素，但碳元素会在晶间形成碳化物，造成晶间腐蚀，因而在不锈钢中应该避免出现，在常用的奥氏体不锈钢中，碳含量常低于0.08%（中国大陆钢铁牌号首位为“0”者），甚至存在碳含量低于0.03%的超低碳不锈钢（中国大陆钢铁牌号首位为“00”，或美国钢铁牌号末位为“L”者）。

### 其他合金元素及作用
加入Mo、Cu、Ti等元素，可以提高不锈钢对于还原性酸（如硫酸、磷酸、盐酸、一些有机酸）的耐腐蚀性；此外，Ti、Nb等强碳化物形成元素的加入可以提高不锈钢的抗晶间腐蚀性能（见“晶间腐蚀”一节），加入Si、Cu元素可以可以提高不锈钢的抗应力腐蚀性能（见“应力腐蚀”一节）。

## 显微组织

Fe-18Cr-8Ni-C（即304不锈钢成分）相图垂直截面

舍弗勒组织图，反映了不锈钢镍铬含量比与相组成的关系

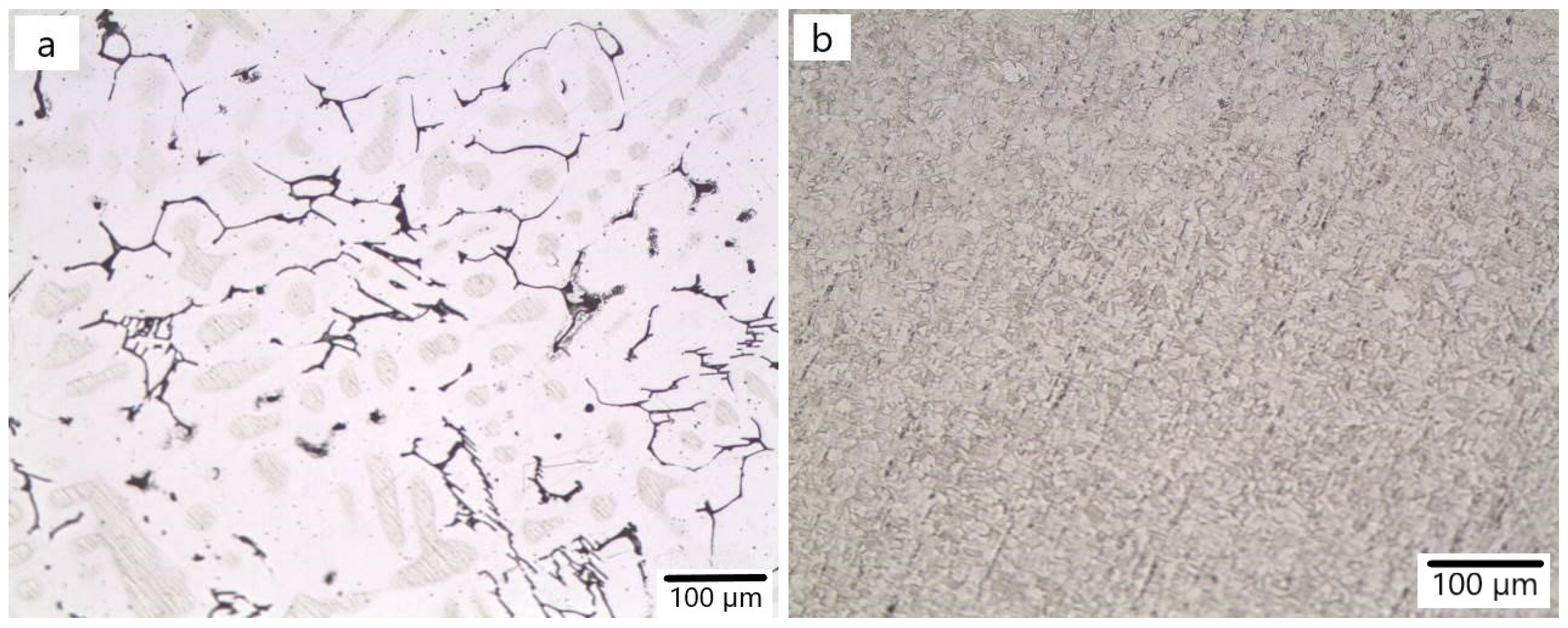
316L不锈钢铸态（左）和轧制（右）显微组织图片

根据相图和舍弗勒组织图可以看出，包括304不锈钢在内的多数奥氏体不锈钢的平衡态组织并不是单相奥氏体，而是奥氏体+铁素体+碳化物（A+F+Carbide）的组成，其中约含有5-10%的铁素体。
然而，为了利用奥氏体结构的特性，实际使用的奥氏体不锈钢为单相奥氏体组织，这通常是通过固溶处理获得的。以相图对应的304不锈钢为例，加热到600℃以上，越过相图中虚线之后，铁素体转化为奥氏体；再继续加热至800℃，碳化物可以完全溶解进入基体。此时淬火，就能得到单相奥氏体组织（碳元素过饱和的γ相固溶体）。
此外，一些高合金含量的奥氏体不锈钢（如904L、S32654），即使在平衡态下也保留单相奥氏体组织。
由于奥氏体过冷这一热力学条件的存在、奥氏体在外力提供相变的驱动力之下转化为马氏体，即应力诱发马氏体相变（TRIP）。这会让一部分亚稳态奥氏体不锈钢中出现马氏体组织。^ 

## 美国牌号
在国际汽车工程师学会/美国钢铁协会（SAE/AISI）标准编号下，奥氏体不锈钢分为200与300两个亚组，其中，3xx 系列不锈钢种类较2xx系列为多。
3xx系列不锈钢为铬镍系不锈钢；2xx系列不锈钢则为铬锰系不锈钢，因而成本较低，同时氮产生的固溶强化使其拥有比 3xx 系列更高的屈服强度。 
部分3xx系列不锈钢，如316不锈钢，还含有一些钼，以提高耐酸性并增加对局部腐蚀（例如点蚀和晶间腐蚀）的抵抗力。
3xx 系列的 304 不锈钢（即18-8不锈钢，也称为A2不锈钢）是最常见的奥氏体不锈钢，也是最常见的不锈钢。304不锈钢广泛用于炊具、餐具和厨房设备等物品。316 不锈钢是第二常见的奥氏体不锈钢。
| 欧洲标准 (EN) 编号 | EN 名称           | AISI 牌号 | 碳      | 铬   | 钼     | 镍   | 其他               | 熔点（℃） | 备注                                                                   |
| ------------------ | ----------------- | --------- | ------- | ---- | ------ | ---- | ------------------ | --------- | ---------------------------------------------------------------------- |
| 1.4310             | X10CrNi18-8       | 301       | 0.10    | 17.5 | 未要求 | 8    |                    | 1420      | 弹簧用钢                                                               |
| 1.4301             | X5CrNi18-10       | 304       | < 0.07  | 18.5 | 未要求 | 9    |                    | 1450      | 一种非常常见的奥氏体不锈钢牌号                                         |
| 1.4307             | X2CrNi18-9        | 304L      | < 0.030 | 18.5 | 未要求 | 9    |                    | 1450      | 与304不锈钢相似，但 C 含量较低，因而不易发生晶间腐蚀                   |
| 1.4305             | X8CrNiS18-9e      | 303       | < 0.10  | 18   | 未要求 | 9    | S：0.3             | 1420      | 添加硫以改善机械加工性                                                 |
| 1.4541             | X6CrNiTi18-10     | 321       | < 0.08  | 18   | 未要求 | 10.5 | 钛：5倍于C，≤ 0.70 | 1425      | 与 304不锈钢相似，但加入钛强烈与碳结合生成碳化物，因而不易发生晶间腐蚀 |
| 1.4401             | X5CrNiMo17-12-2   | 316       | < 0.07  | 17.5 | 2.2    | 11.5 |                    | 1400      | 第二知名的奥氏体不锈钢牌号，Mo提高耐腐蚀性                             |
| 1.4404             | X2CrNiMo17-12-2   | 316L      | < 0.030 | 17.5 | 2.25   | 11.5 |                    | 1400      | 与316相似，但 C 含量较低，因而不易发生晶间腐蚀                         |
| 1.4571             | X6CrNiMoTi17-12-2 | 316Ti     | < 0.08  | 17.5 | 2.25   | 12   | Ti：5倍于C，≤ 0.70 |           | 与 316不锈钢相似，但加入钛强烈与碳结合生成碳化物，因而不易发生晶间腐蚀 |

Alloy 20 （Carpenter 20) 是一种奥氏体不锈钢，具有优于316不锈钢的耐腐蚀性环境（如热硫酸）的能力。该合金在沸腾的 20-40% 硫酸中表现出优异的抗应力腐蚀开裂性能。合金 20 具有优异的机械性能，Alloy 20中铌的存在最大限度地减少了焊接过程中碳化物的析出。

## 耐热奥氏体不锈钢
耐热牌号不锈钢一般是指可在高于600 °C（1,100 °F）的高温下使用的不锈钢   ，
它们必须耐高温腐蚀（通常是高温氧化）并在高温下保持屈服强度和抗蠕变性能等力学性能稳定。
耐腐蚀性主要由铬提供，此外还添加了硅和铝。镍在含硫环境中的耐蚀性较差，可以通过添加硅和铝（强氧化物形成元素）解决。稀土元素如铈可增加氧化膜的稳定性。
| EN     | AISI/ASTM     | UNS    | C      | Cr   | Ni   | Si     | Mn | Others             |
| ------ | ------------- | ------ | ------ | ---- | ---- | ------ | -- | ------------------ |
| 1.4878 | 321H          | S32109 | < 0.1  | 18   | 10.5 | -      | -  | Ti: ≤ 5×C          |
| 1.4818 | -             | S30415 | 0.06   | 19   | 10   | -      | -  | N: 0.16; Ce: 0.05. |
| 1.4828 | -             | -      | < 0.2  | 20   | 12   | 2.0    | -  | -                  |
| 1.4833 | 309S          | S30908 | < 0.08 | 23   | 13   | < 0.75 | -  | -                  |
| 1.4872 | -             | -      | 0.25   | 25   | 7    | -      | 9  | -                  |
| 1.4845 | 310           | S31008 | < 0.1  | 25   | 20   | -      | -  | -                  |
| 1.4841 | 314           | S31400 | < 0.15 | 25   | 20   | 1.8    | -  | -                  |
| 1.4876 | "Alloy 800"   | N08800 | < 0.12 | 21   | 32   | -      | -  | Al: 0.4; Ti: 0.4   |
| 1.4854 | "Alloy 353MA" | S35315 | 0.06   | 25   | 35   | -      | -  | N: 0.15; Ce: 0.06. |
| 1.4886 | 330           | N08330 | < 0.15 | 18.5 | 35   | -      |    | -                  |

 309 和310不锈钢 可以用于800 °C（1,500 °F）的高温环境 。
奥氏体不锈钢可以使用染料渗透探伤方法进行无损检测，但不能使用磁粉探伤方法。也可以使用涡流测试。